# L'Adoration des mages (Botticelli, Florence, vers 1475)
Pour les articles homonymes, voir L'Adoration des mages (homonymie).
Ne doit pas être confondu avec L'Adoration des mages (Botticelli, Florence, 1500).

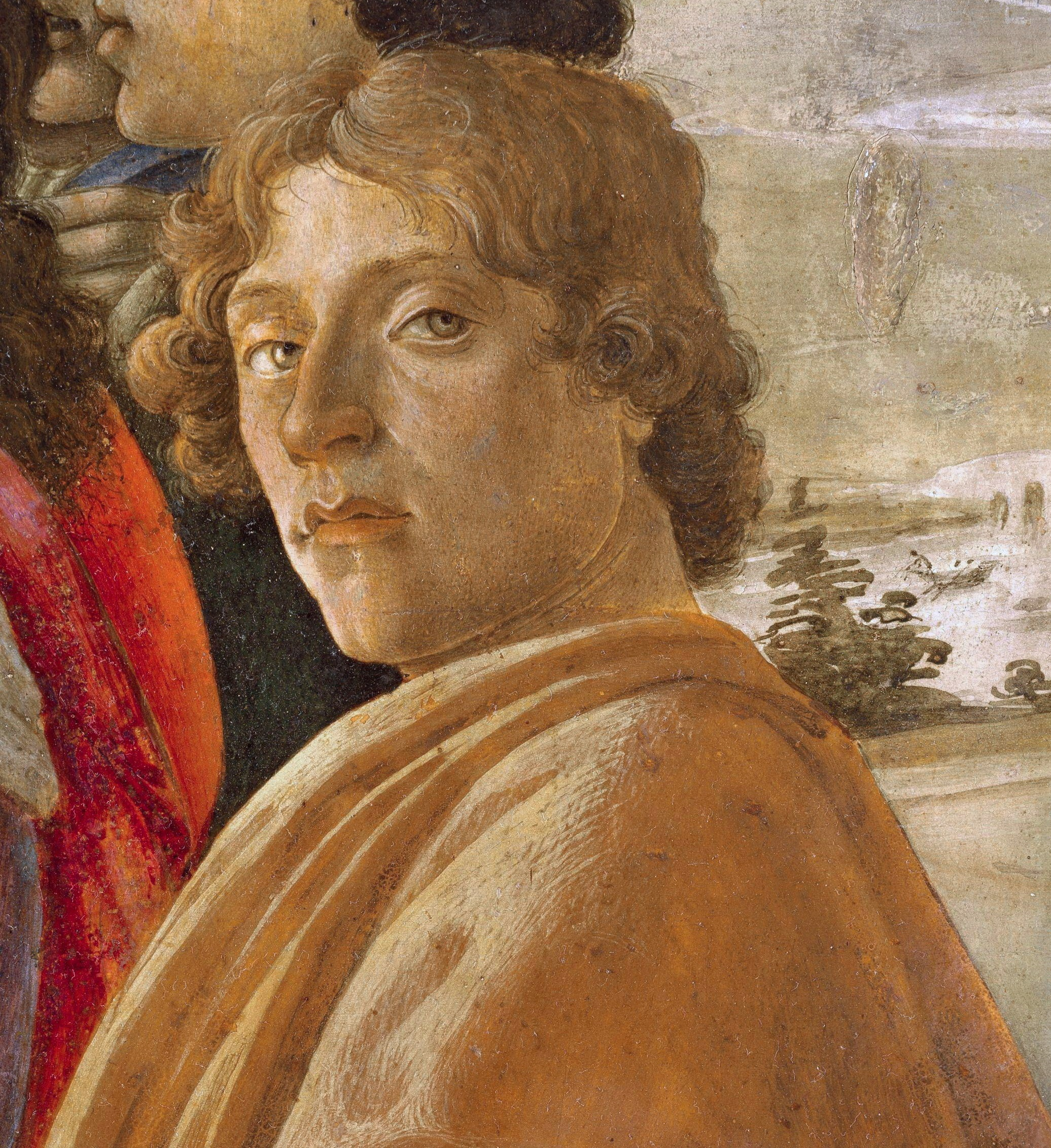
Autoportrait du peintre.

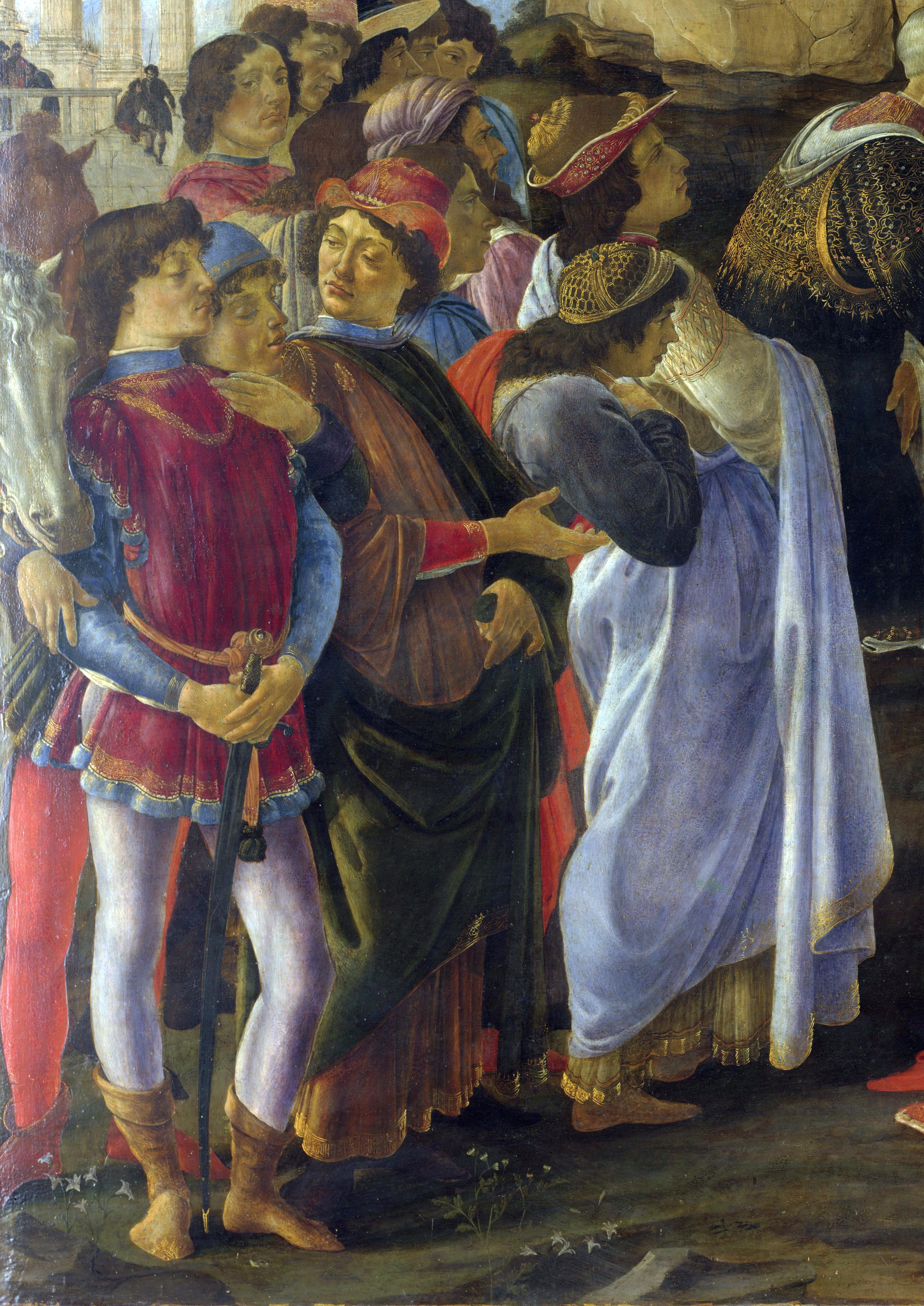
Laurent, Politien et Pic de la Mirandole.

L'Adoration des mages (Adorazione dei Magi en italien) est un tableau exécuté autour de 1475 par Sandro Botticelli. Il est parfois surnommé L'Adoration Médicis ou médicéenne, car au-delà du thème iconographique chrétien, il met surtout en valeur d'importants personnages de la famille et de la cour des Médicis.

## Histoire
Cette peinture réalisée en tempera sur bois de 111 × 134 cm, est commandée par Guaspare del Lama, un banquier florentin appartenant à la cour des Médicis, afin de servir de retable pour la chapelle Lami de la basilique Santa Maria Novella ; elle est réalisée par Botticelli en 1475. Elle est désormais conservée au musée de la galerie des Offices de Florence.
L’œuvre bénéficie d'une restauration en 1981.

## Thème
L'Adoration des mages est un épisode de la vie de Jésus qui s'inscrit pendant la Nativité; c'est l'un des thèmes courants de l'iconographie chrétienne. Cet épisode se situe juste après la naissance de Jésus, qui est auprès de sa mère Marie ou bien dans ses bras, tandis que son père Joseph est souvent placé en retrait. Les rois mages viennent lui rendre hommage : ce sont des visiteurs qui apportent des présents symboliques à celui que les chrétiens considèrent comme le fils de Dieu et que la tradition chrétienne a fait progressivement évoluer vers des figures de sagesse et de royauté. Ils sont accompagnés de leur cortège et on peut les distinguer à leur âge respectif, en suivant notamment les interprétations rédigées dans La Légende dorée de Jacques de Voragine. Le cortège fastueux des rois mages constitue souvent un prétexte à représenter les portraits des personnages importants et influents du temps de la réalisation de l'œuvre peinte (notamment les donateurs et leurs familiers).
Botticelli aborde plusieurs fois ce thème au cours de sa carrière : vers 1472, vers 1473 et en laissera une autre, inachevée, à sa mort en 1510.

## Description
Contrairement à beaucoup de tableaux sur ce thème, ici, Marie présentant Jésus à l'Adoration, est placée au centre du tableau en position élevée dans le décor, dans un enchevêtrement de grotte, de ruines, de cabane en bois, en une sorte de trône dominant non architecturé et les seules architectures visibles sont des ruines antiques à la gauche du tableau,  extérieures à la scène proprement dite du sujet. Des monts au loin dans le fond se perdent dans une perspective atmosphérique.
Des personnages nombreux participent au défilé et sont placés dans deux groupes à droite et à gauche laissant une trouée permettant de voir le plus vieux des mages agenouillé, le turban à ses pieds, et à qui est présenté Jésus ; les deux autres nous tournent le dos mais on les identifie à leurs présents dorés et à leurs coiffes posées sur le sol.
Les cortèges s'étalent en deux groupes distincts ramassés à droite et à gauche sans profondeur, mis à part deux ou trois personnages éloignés dans les ruines de gauche.

## Analyse
La perspective fuyante est clairement évacuée sur les ruines extrêmes : à droite, par le seul mur sur lequel un paon est perché, rendant sa tranche plus fuyante encore ; sur la gauche par une enfilade de colonnes  embrumées. Même les troncs servant de piliers au toit de planches défient les fuyantes verticales, et la grotte abritée n'offre aucune ligne de fuite. Le cortège lui-même est ramassé sur le premier plan et seuls quelques personnages lointains à gauche donnent une indication spatiale.
Son principal intérêt documentaire tient à la présence anachronique dans le tableau de nombreuses personnalités de la cour des Médicis (d'où quelquefois son titre en français) ; il est également possible que le peintre s'y soit lui-même représenté, à droite, regardant vers le spectateur. La scène tient davantage de la réunion politique que d'un événement religieux : selon Alain Lemaître, Botticelli en fait une véritable « apothéose des Médicis et de leur entourage ». Parmi les membres de la famille de Médicis, cinq portraits sont formellement identifiés : ceux de Cosme, Pierre, Jean, Laurent et Julien.

### Personnes identifiées
- Cosme de Médicis (dit l'Ancien) figurant en roi mage agenouillé devant Marie,
- son  fils Pierre de Médicis dit le Goutteux, en second mage drapé d'une cape rouge,  agenouillé au centre, vu de dos.
- Jean de Médicis, frère de Pierre, à côté de celui-ci, en troisième mage.
- le jeune Laurent de Médicis dit le Magnifique (fils de Pierre, petit-fils de Cosme), à gauche au premier niveau, une épée droite entre les jambes.
- Julien de Médicis, le frère de Laurent qui fut assassiné pendant la conjuration des Pazzi, au côté opposé, vêtu de noir, à côté de Jean.
- Politien à côté de Laurent, qui lui désigne la scène.
- Pic de la Mirandole, à côté de Politien le regard tourné vers lui.

La présence de Pic de La Mirandole sur cette œuvre est toutefois douteuse, en effet il n'avait que 12 ans au moment où cette peinture a été exécutée.
- Philippe Strozzi l'Ancien, banquier et membre de la riche famille italienne, les Strozzi, peint en vieil homme à cheveux blancs et à robe longue bleu-clair, regardant l'observateur et pointant sa direction de sa main droite.
- Botticelli lui-même, en autoportrait présumé[5], à l'extrême droite, regardant l'observateur du tableau[6].

Quant à Joseph, en pleine méditation en arrière-plan élevé (le personnage placé le plus haut dans le tableau), il ressemble étrangement à Platon[réf. souhaitée].